# Ґуречкі-Великі
Ґуречкі-Великі (пол. Góreczki Wielkie) — село в Польщі, у гміні Пакослав Равицького повіту Великопольського воєводства.
Населення — 231 особа (2011).
У 1975-1998 роках село належало до Лешненського воєводства.

## Демографія
Демографічна структура станом на 31 березня 2011 року:
|          | Загалом | Допрацездатний вік | Працездатний вік | Постпрацездатний вік |
| -------- | ------- | ------------------ | ---------------- | -------------------- |
| Чоловіки | 117     | 32                 | 70               | 15                   |
| Жінки    | 114     | 27                 | 66               | 21                   |
| Разом    | 231     | 59                 | 136              | 36                   |